# Veress József (filmesztéta)
Veress József (Miskolc, 1934. április 8. –) magyar filmtörténész, filmkritikus, filmesztéta, egyetemi oktató.

## Élete
Veress József az 1960-as évektől foglalkozik filmtörténettel. Különböző felsőoktatási intézményekben oktatott, a Magyar  Filmintézetben korábban igazgatóhelyettes volt (ma nyugalmazott  igazgatóhelyettesi címe van). Az irodalomtudományból kandidátusi fokozatot szerzett, és tagja a Magyar Tudományos Akadémia Színház- és Filmtudományi Bizottságának is. Napjainkig részt vesz különböző filmtörténettel kapcsolatos rendezvényeken.
Évtizedek óta ír filmtudományi könyveket. Szerkesztőségi tagja volt az Új filmlexikonnak és a Magyar filmlexikonnak is. Cikkei a Filmvilág, a Film-Színház-Muzsika, a Filmkultúra, a Film és Ifjúság, a Rádió és Televízió Szemle és a Filmelmélet című folyóiratokban jelentek meg.
Saját művein kívül számos könyvet lektorált.

## Művei

### Saját könyvei
- Glasznoszty a szovjet filmművészetben, FŐMO, Budapest, é. n.
- Kétszáz film, Magvető Könyvkiadó, Budapest, 1969
- A filmelemzés néhány elméleti és gyakorlati kérdéséről, Szabolcs megyei Lapkiadó Vállalat, Nyíregyháza, 1970
- A filmklubok szervezésének kérdései (kézirat), Hajdú-Bihar megyei Moziüzemi Vállalat-Szabolcs-Szatmár megyei Moziüzemi Vállalat, Debrecen, 1976
- Mihail Romm, Magyar Filmtudományi Intézet és Filmarchívum, Budapest, 1977 (Filmbarátok Kiskönyvtára)
- Magyar Irodalom - Magyar Film, Tudományos Ismeretterjesztő Társulat, Szeged, 1978
- Kovács András, Magyar Filmtudományi Intézet és Filmarchívum, Budapest, 1980 (Kortársaink a filmművészetben)
- Grigorij Csuhraj , Magyar Filmtudományi Intézet és Filmarchívum, Budapest, 1980 (Kortársaink a filmművészetben)
- Nyikita Mihalkov, Múzsák Közművelődési Kiadó, Budapest, 1986
- Filmkalauz, Tarsoly Kiadó, Budapest, 2001
- A magyar film története, Anno Kiadó, Budapest, 2006
- Filmrendezők arcképcsarnoka, Anno Kiadó, Budapest, 2007
- Könyvbe bújt Filmek, Promenade Kiadó, Budapest, 2020

### Szerzőtársakkal írt, szerkesztett művek
- V. J. - Balázs Éva - Szita Anna: Ember a felvevőgéppel. Ember a felvevőgép előtt, MOKÉP, Budapest, é. n.
- Új filmlexikon, főszerkesztő: Ábel Péter, írták: Ábel Péter, Ábel Lóránd, Pozsonyi Gábor, V. J., Akadémiai Kiadó, 1. kötet: 1971, 2. kötet: 1973
- Alekszandr Karaganov - V. J. - Nemeskürty István - Gyertyán Ervin: A szovjet film hat évtizede. Tanulmányok, beszélgetések, nyilatkozatok, képek a szovjet film hat évtizedéről, MOKÉP-Magyar Filmt. Int. és Filmarchivum, Budapest, 1977
- A magyar film három évtizede, szerkesztő bizottság: Gombár József, Karcsai Kulcsár István, Papp Sándor, Tárnok János, V. J., MOKÉP – Magyar Filmtudományi Intézet, 1978
- V. J. - Gergely Róbert - Kozma Károly: Moziüzemeltetési alapismeretek, Népművelési Propaganda Iroda, Budapest, 1981
- Kozma Ilona - V. J.: A szovjet film nagy korszakai, Fővárosi Filmforgalmazási és Moziüzemi Vállalat, Budapest, 1983
- Filmművészet és filmrendezés; vál. Zalán Vince, utószó, jegyz., filmográfia V. J., ford. V. Detre Zsuzsa, Orosz István, Terbe Teréz; Gondolat, Bp., 1985
- Magyar filmkalauz, válogatta és szerkesztette: Karcsai Kulcsár István és V. J., Magyar Filmintézet – Magvető Könyvkiadó, 1985
- Karcsai Kulcsár István - V. J.: Híres filmek - Filmes botrányok, Csokonai Kiadó, Debrecen, 1990
- Filmlexikon, szerkesztette: Csala Károly és V. J., Totem Kiadó, 1994; második, bővített kiadás: 1999.
- Magyar filmlexikon 1-2. kötet, szerkesztette: V. J., szerzők: Féjja Sándor, Kőháti Zsolt, Sándor Tibor, Veress József, Magyar Nemzeti Filmarchívum, Budapest, 2005
- Gyürei Vera - Lencsó László - V. J.: A magyar filmtörténet képeskönyve, Osiris Kiadó, Budapest, 2007

## Műfordításai
- Dziga Vertov: Cikkek, naplójegyzetek, gondolatok (ford. V. J., Misley Pál),  	Magyar Filmtudományi Intézet és Filmarchívum, Budapest, 1973